# Madre Sonno
Madre Sonno è un film documentario del 2023 diretto da Luca Gasparini e Andrea Zambelli.

## Trama
Il film è un viaggio nel mistero quotidiano del sonno, raccontato attraverso tre storie straordinarie di persone ordinarie. Nathalie, direttrice di un importante think tank italiano e madre, in un momento cruciale della sua vita smette letteralmente di dormire e piomba in un terrore senza nome. Il superamento della crisi le dona una nuova consapevolezza di se stessa. Patrizio, narcolettico dall’età di dieci anni, attraversa un calvario di molti anni prima di ricevere una diagnosi corretta, dal momento che i vari specialisti consultati negli anni Ottanta ignorano l’esistenza di una tale malattia. Ora, grazie ad adeguate terapie comportamentali e farmacologiche, conduce una vita assolutamente normale: sposato, con due figlie, lavora come arboricoltore ed è vicepresidente dell'AIN- Associazione Italiana Narcolettici. Alessandro, responsabile delle risorse umane in un ente pubblico, appassionato di musica e padre di una bimba piccola, incontra l’insonnia con drammatiche conseguenze. Il processo di guarigione lo conduce a una rinnovata attenzione per le esigenze del suo corpo e della sua mente.
Le tre storie personali narrate nel film rimandano a infinite altre storie relative ai problemi del sonno e rendono evidente l’incommensurabile importanza del dormire per ogni persona.
Nel film sono presenti anche due importanti ricercatori. Giuseppe Plazzi, neurologo del Dipartimento di Scienze Biomediche e Neuromotorie dell’Ospedale Bellaria di Bologna e docente all’Alma Mater Studiorum di Bologna, è uno dei massimi esperti mondiali di patologie del sonno, ed è anche il medico che segue Patrizio, a cui è legato da amicizia e dalla comune attività nell'Associazione Italiana Narcolettici. Michele Ferrara è professore ordinario di Psicobiologia e Psicologia Fisiologica dell’Università dell'Aquila; il film lo segue in uno studio di laboratorio che indaga il rapporto tra sonno REM e consolidamento della memoria emotiva.